# Grab (województwo podkarpackie)
Grab (j. łemkowski Граб) – wieś położona w Polsce w województwie podkarpackim, w powiecie jasielskim, w gminie Krempna. Miejscowość typu łańcuchówki leży nad potokiem Ryjak, dopływem Wisłoki.
W latach 1975–1998 miejscowość administracyjnie należała do województwa krośnieńskiego.

## Historia
W latach 1769–1770 w okolicach Grabiu istniał obóz konfederatów barskich, skąd oddziały Kazimierza Pułaskiego i Zawadzkiego dokonywały wypadów na Pilzno i Lwów. 13 stycznia 1770 w rejonie Grabiu miała miejsce bitwa z Rosjanami, w której konfederaci ponieśli klęskę, a Pułaski został ranny. W 1770 obóz został prawie zniszczony przez wojska rosyjskie. Resztki obozu spod Grabiu przeniesiono w okolice Koniecznej i Izb.
W 1849 przez Grab przemaszerowały jednostki wojska rosyjskiego udające się na Węgry w celu pacyfikacji powstania. W latach 1911–1912 w Grabiu działał o. Maksym Sandowycz, duchowny prawosławny krzewiący wiarę prawosławną oraz orientację prorosyjską wśród Łemków. W 1945 większość ludności Grabu wyjechała do ZSRR, dwa lata później pozostałych mieszkańców przymusowo wysiedlono na Ziemie Odzyskane.
W latach PRL istniało tu duże Państwowe Gospodarstwo Rolne.

## Obiekty
- Szkoła podstawowa z przedszkolem i klasami 1–3, kierowana do 2011 roku przez Stowarzyszenie Rozwoju Wsi Przygranicznych, która w okresie letnim zamienia się w schronisko młodzieżowe
- Drewniany kościół Matki Boskiej Śnieżnej użytkowany przez parafię św. Maksymiliana Kolbe w Krempnej. Kościół (kaplica) został wybudowany w latach 1972–1973 w miejscu cerkwi greckokatolickiej z 1809, która spłonęła w 1953.
- Cmentarz wojenny nr 4
- Cmentarz wojenny nr 5
- Remiza OSP

Na przełęczy nad Grabiem znajdowało się dawne przejście graniczne Ożenna-Nižná Polianka.

## Drogi
Przez Grab wiodą: droga wojewódzka nr 992, która na granicy państwa łączy się z drogą po stronie słowackiej, droga dojazdowa do niektórych domów oraz drogi leśne i dojazdowe do pól. Najwięcej mieszkańców żyje przy drodze wojewódzkiej .

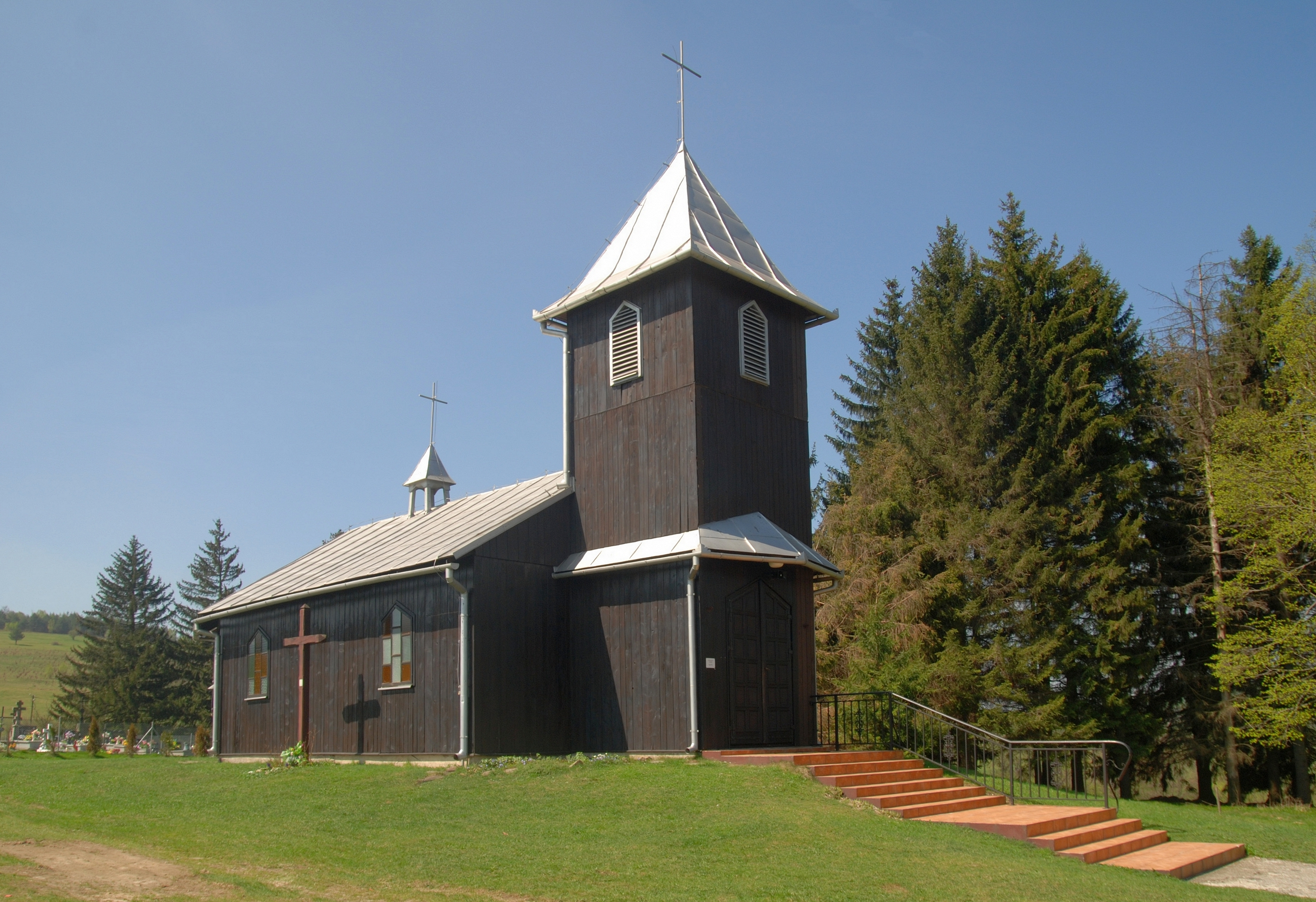
Kościół filialny
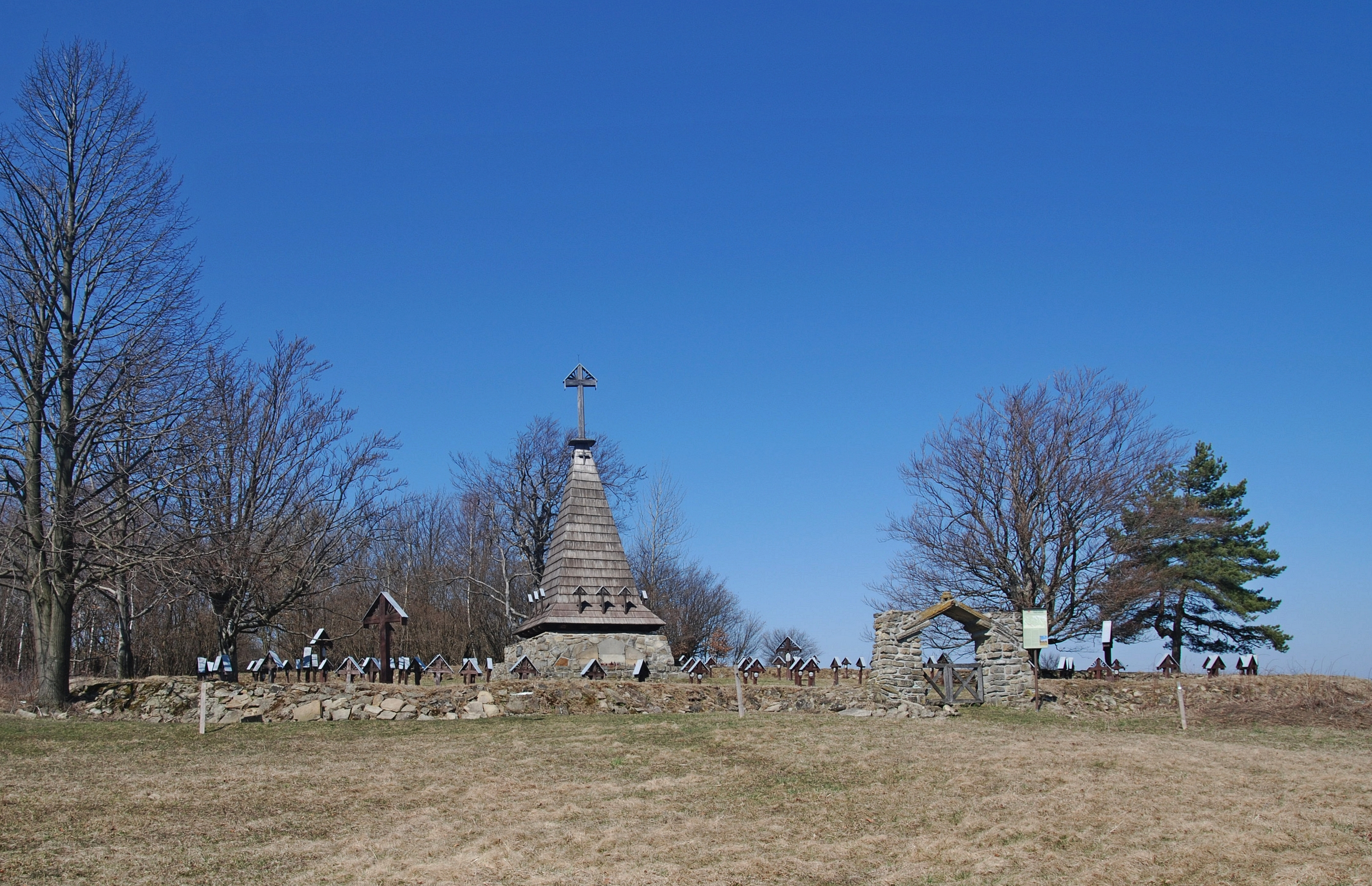
Cmentarz wojenny nr 4
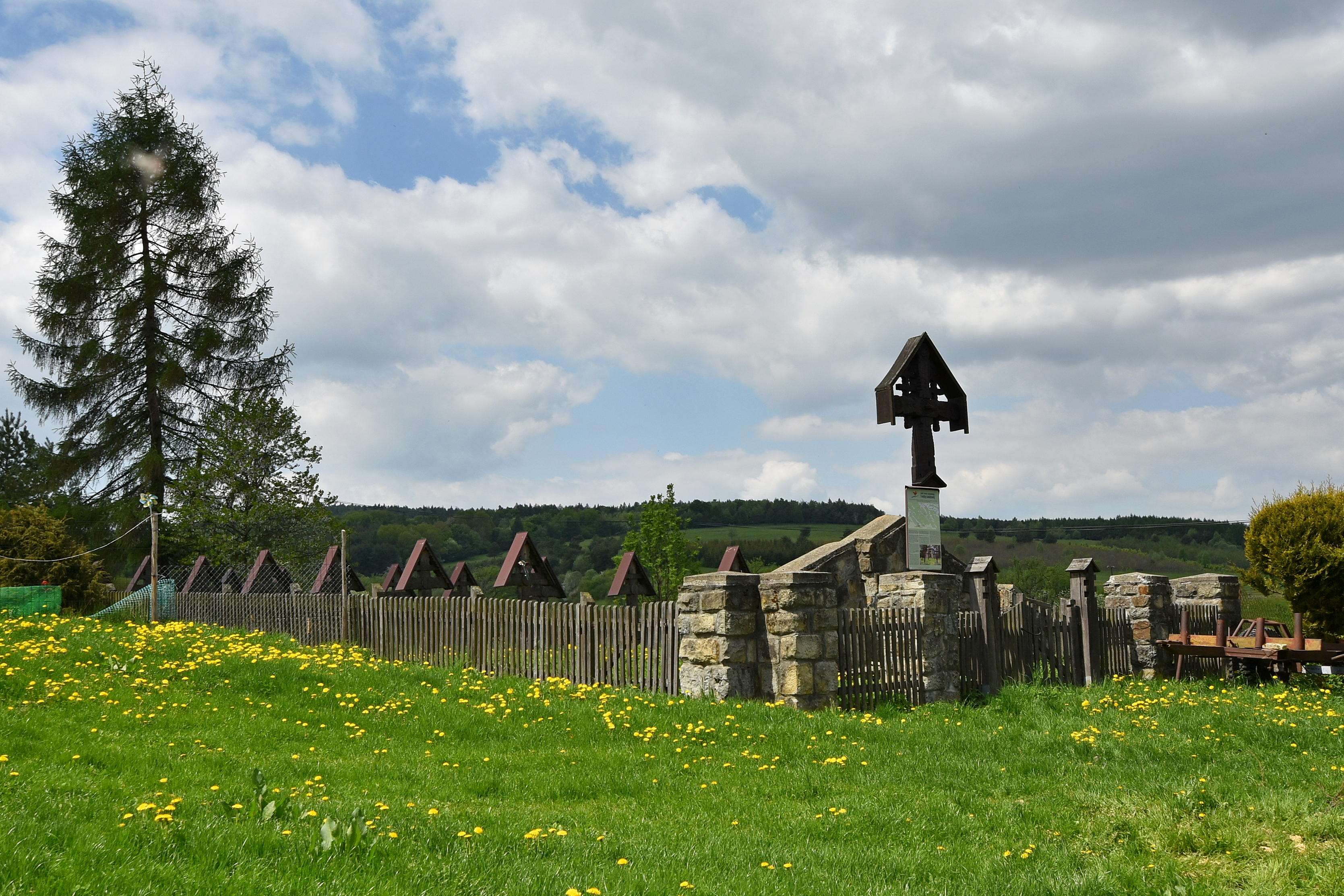
Cmentarz wojenny nr 5
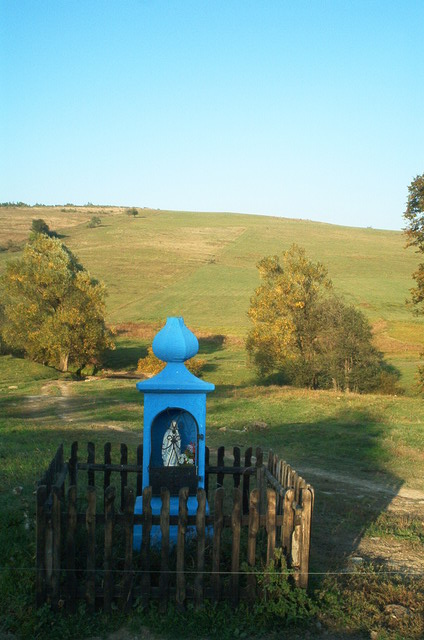
Kapliczka przydrożna
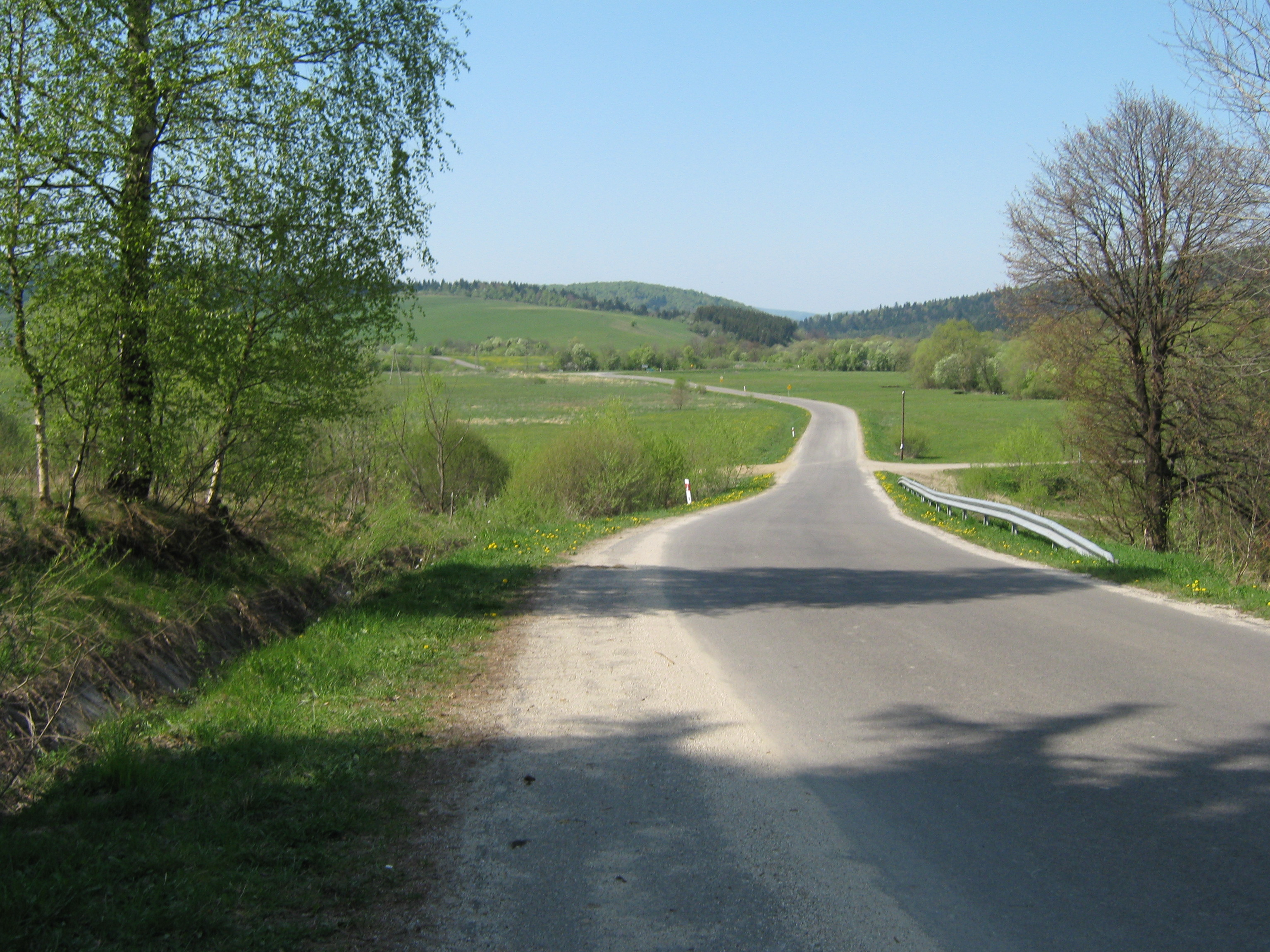
Droga wojewódzka nr 992 w Grabiu
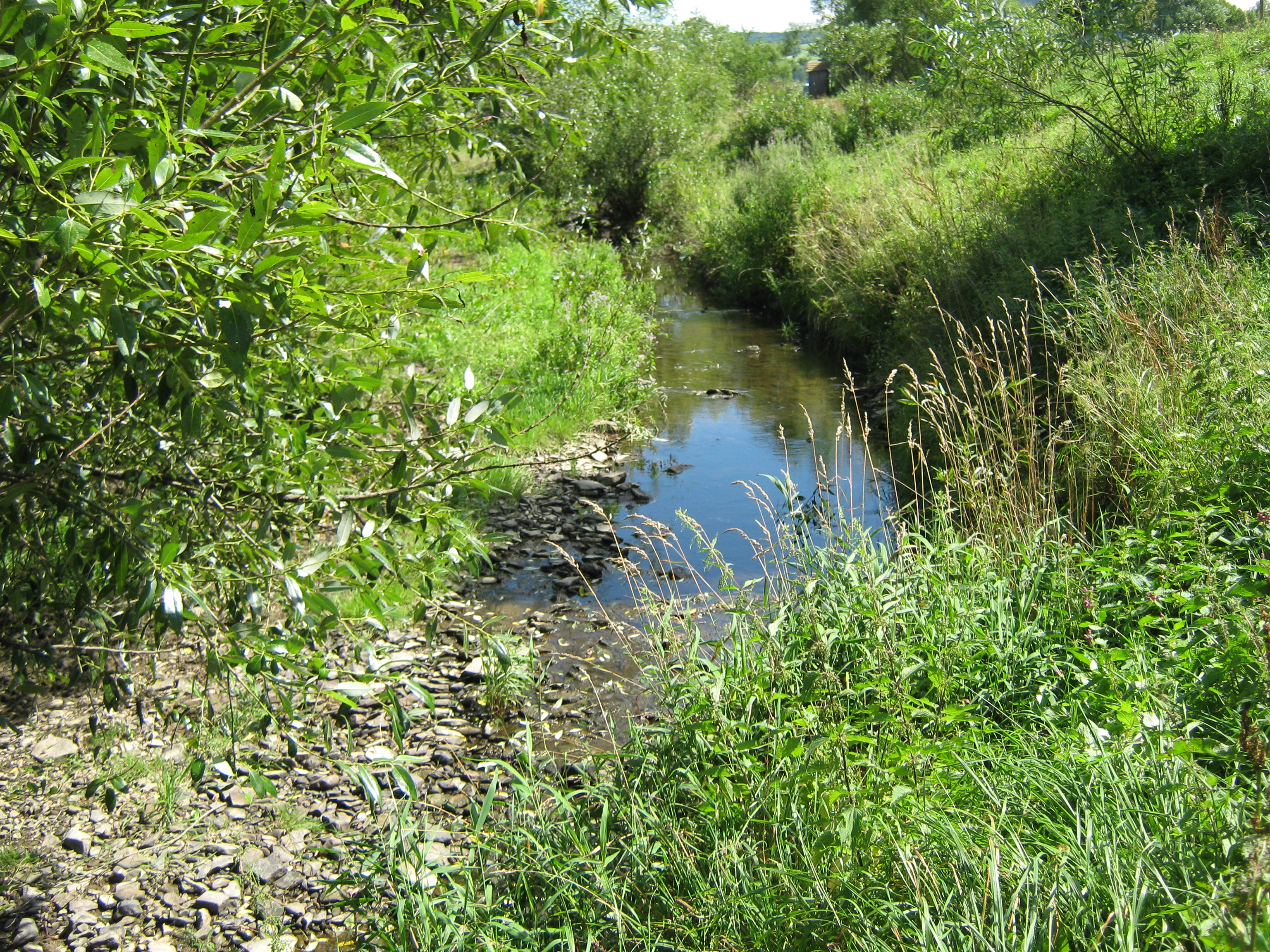
Potok Ryjak przepływający przez miejscowość